# 2000 AD
2000 AD es una revista de cómic británica de peridiocidad semanal orientada hacia la ciencia ficción. Fue editada por IPC Magazines desde su primer número, fechado el 26 de febrero de 1977 hasta 1987, en que su filial Fleetway fue vendida a Egmont UK. Fleetway continuó produciendo el título hasta el año 2000, en que fue comprada por Rebellion Developments.

## Trayectoria editorial
El material de esta revista ha sido editado también en otros países. En España, Ediciones Dalmau Socias lanzó en 1979 una revista titulada "Dan Dare" que incluía diversas series del primer "2000 AD".

## Principales series publicadas en la revista
| Título               | Guionista                   | Dibujante                                                | Números  | Fecha               |
| -------------------- | --------------------------- | -------------------------------------------------------- | -------- | ------------------- |
| Dan Dare             | Kelvin Gosnell, Steve Moore | Massimo Bellardinelli                                    | 1-       | 26/02/1977          |
| Flesh                | Pat Mills                   |                                                          | 1-       | 26/02/1977          |
| Héroes de Harlem     | Pat Mills, Tom Tully        | Carlos Trigo, Dave Gibbons, Massimo Belardinelli         | 1-       | 26/02/1977          |
| Judge Dredd          | John Wagner                 | Carlos Ezquerra                                          | 2-       | 05/03/1977-presente |
| Future Shocks        | VV. AA.                     | VV. AA.                                                  | 25-      | 1977-               |
| Robo-Hunter          | John Wagner                 | Ian Gibson                                               | 76-      | 1978-               |
| Strontium Dog        | John Wagner, Alan Grant     | Carlos Ezquerra                                          | 86-      | 1978-               |
| Halcón Negro         | Alan Grant/Kelvin Gosnell   | Massimo Belardinelli, Ramon Sola, Joe Staton, Greg Guler | 127-161  | 1979                |
| Rogue Trooper        | Gerry Finley-Day            | Dave Gibbons                                             | 228-1479 | 1981-2006           |
| Skizz                | Alan Moore                  | Jim Baikie                                               | 308-330  | 1983                |
| D.R. & Quinch        | Alan Moore                  | Alan Davis                                               | 317-     | 1983                |
| Slaine               | Pat Mills                   | VV. AA.                                                  | 330-     | 1983                |
| Balada de Halo Jones | Alan Moore                  | Ian Gibson                                               | 376-     | 07/07/1984          |
| Zenith               | Grant Morrison              | Steve Yeowell                                            | 536-     | 22/08/1987          |

## Legado e influencia
2000 AD es reconocida por series como Judge Dredd, así como por haber servido de campo de pruebas para autores que adquirían posteriormente renombre internacional, como Alan Moore, Neil Gaiman, Grant Morrison, Bryan Talbot, Brian Bolland y Mike McMahon.
El 19 de marzo de 2012 la Royal Mail lanzó una colección especial de sellos para celebrar la rica historia del cómic británico. La colección incluía "The Beano", "The Dandy", "Eagle", "The Topper", "Roy of the Rovers", "Bunty", "Buster", "Valiant", "Twinkle" y "2000 AD".